# Youri Silantiev
Youri Vassilievitch Silantiev (Ю́рий Васи́льевич Сила́нтьев), né le 10 avril 1919 à Ekaterinodar ou selon d'autres sources à Sourskoïe (RSFSR) et mort le 8 février 1983 à Moscou (URSS), est un chef d'orchestre, violoniste et compositeur russe soviétique. Il est fait artiste du Peuple d'URSS en 1975.

## Biographie
Il naît en 1919 dans la famille d'un petit fonctionnaire,. En 1921, la famille déménage à Karsoun. Le jeune Youri Silantiev étudie à l'école du village et joue plus tard dans un orchestre d'amateurs. Lorsque la collectivisation s'abat sur la région, la famille déménage à Krasnodar où le garçon étudie le violon à l'école de musique et termine ses études secondaires,,.
Il entre en 1936 au conservatoire de Moscou dans la classe de violon d'Abram Iampolski, dont il est diplômé en 1940. Il est tout de suite engagé comme violoniste et chef d'orchestre à l'ensemble de chant et de danse du NKVD d'URSS et en 1947 il est Konzertmeister et chef d'orchestre assistant de l'orchestre d'opéra du comité d'URSS de la radiotélévision (jusqu'en 1953), puis de l'orchestre symphonique de la philharmonie de Moscou (1953-1957).
En 1958, il est nommé directeur artistique et chef d'orchestre principal de l'orchestre symphonique et de variété de la télévision centrale et de la radio soviétique; il le dirige pendant vingt-cinq ans.
L'orchestre se produit dans toute l'URSS et à l'étranger (Tchécoslovaquie, RDA, Roumanie, Pologne, Finlande, Portugal...), accompagne de grands chanteurs dont Mouslim Magomaïev, Joseph Kobzon, Klavdia Chouljenko, Nani Bregvadzé, Lev Lechtchenko, Renat Ibraguimov, etc. Silantiev collabore aussi avec l'orchestre d'État du cinéma. Il enregistre la musique de plusieurs films:  Attention, automobile («Берегись автомобиля», Les Filles («Девчата»), Dix-sept Moments de printemps («Семнадцать мгновений весны», feuilleton télévisé), Les Sept Vieillards et la jeune fille («Семь стариков и одна девушка»), Sous les toits de Montmartre («Под крышами Монмартра»),etc.
Il meurt le 8 février 1983 dans un studio d'enregistrement de la tour de télévision d'Ostankino et est enterré au cimetière de Kountsevo.

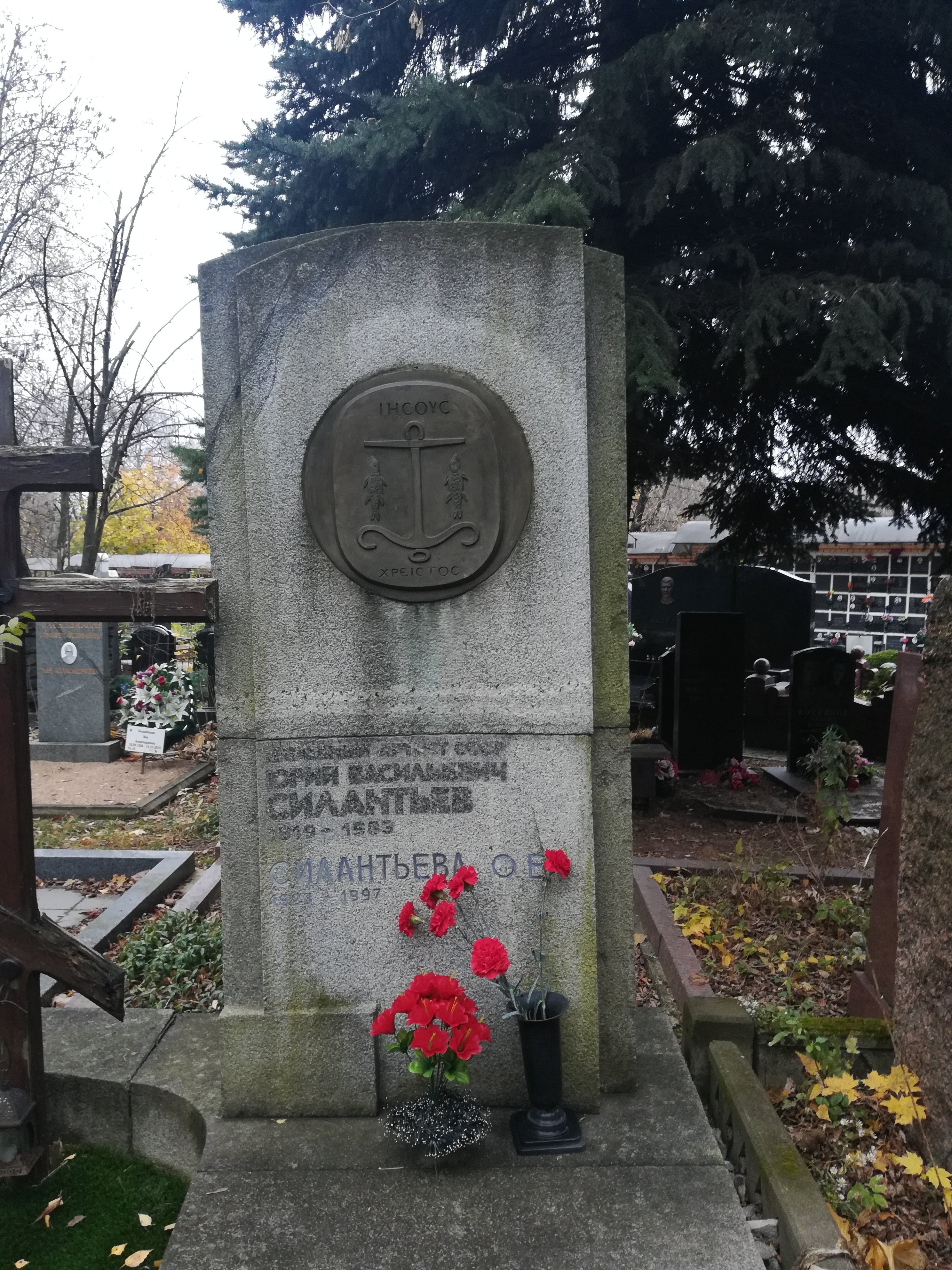
Sépulture de Silantiev.

## Distinctions
- Artiste émérite de la RSFSR (1962)[6]
- Ariste du Peuple de la RSFSR (1968)[7]
- Artiste du Peuple d'URSS (1975)[8]
- Prix Lénine du: Komsomol (1970)
- Citoyen d'honneur de Lougansk (1971).
- Artiste émérite de la République autonome socialiste soviétique du Daguestan.

## Œuvres
- Ballet Jeunesse («Юность», 1977)
- Oratorio Lénine (paroles de Vladimir Maïakovski, 1970)
- Symphonie du Komsomol pour solistes, chœur d'enfants et orchestre symphonique (paroles de Magomet Gettouïev, 1976)
- Ouverture pour orchestre (1981)
- Rhapsodie "Zafak adighéen" («Адыгейский зафак») (pour orchestre symphonique de variété, 1973)
- Valse concertante (1969)
- Rhapsodie coréenne (1972)
- Douze morceaux pour piano (1949)
- Vingt-quatre préludes pour violoncelle solo (1973).

## Filmographie
- 1962 — Le Compositeur Isaac Dounaïevski («Композитор Исаак Дунаевский») (film-spectacle)
- 1970 — Un caractère merveilleux («Чудный характер»): le chef d'orchestre
- 1982 — La Fête de l'opérette («Праздник оперетты») (film-spectacle): le chef d'orchestre

Participation
- 1984 — Les pages de la vie d'Alexandra Pakhmoutova (film documentaire)

Compositeur
- 1974 — Le Cinquantenaire de Mosfilm (film documentaire)
- 1975 — Sur un feu clair (На ясный огонь)

## Hommages
- Son nom a été donné à une rue de Krasnodar.
- Une plaque en sa mémoire a été apposée sur le mur de l'immeuble où il vécut à Moscou de 1973 à 1983 au n° 91 du prospekt Mira (avenue - ou perspective - de la Paix).